# Пархальское ущелье
Пархали (груз. პარხალი) — ущелье в средневековой Грузии, историческое Тао (современная Турция). Территориально включала в себя впадину Пархалисцкали на левом притоке реки Чорохи. Ущелье представляет собой крутую и узкую местность. Здесь находятся насаждения сосен вокруг деревень, в отличие от плодовых деревьев, растущих в других районах.

## История
Название «Пархали» связано с древними горами Париадри. Византийский историк Прокопий Кесарийский (500—554) утверждал, что император Юстиниан (527—565) приказал строительство крепости Бархон в скальных ущельях Пархали (точное местоположение неизвестно). В середине VIII века Адарнасе I стал вассалом Арчила, эрисмтавара Картли, и получил в управление значительные территории Кларджети, включая Нигали, Шавшети, Аджару, Нижний Тао и долину Пархали в Верхнем Тао.
В середине X века Багратионов в Тао разделилась на две ветвь. С 961 года правителем нижнего Тао был Давид III Куропалат, которое включало в себя Пархали, Асиспори, Тортоми и некоторые микропровинции. Он возвел или восстановил несколько церквей, имеющих важное значение в истории грузинской архитектуры: Ошки, Хахули, Пархали и Отхта Еклесия. Церковь Пархали известна многочисленными надписями, одна из которых связывает регион с чанским (или лазским) населением. Это может указывать на культурные связи и присутствие чанов в этой местности.